# Unità di misura del vino romano
Intorno alla metà del 1500 nelle osterie romane il vino era servito in varie tipologie di brocche di terracotta o metallo. Nel 1588 Papa Sisto V, al fine di evitare frodi (cosiddetta sfogliettatura), regolamentò le misure dei recipienti di vetro: ad esempio la foglietta corrispondeva a 0,4557 litri di oggi. La misura corretta era indicata con una tacca sulla superficie della brocca, chiamata "capello", da cui deriva il modo di dire romano "stai a guardà er capello", rivolto dall'oste a chi si lamentava che il vino non raggiungeva esattamente il livello regolamentare. Con l'introduzione del sistema metrico decimale e conseguentemente del litro, le misure divennero le seguenti:
- 2 litri – denominato er barzillai (così detto dal nome dell'On. Barzilai che in campagna elettorale usava offrire il vino in questo formato)
- 1 litro – denominato tubo o tubbo
- 1/2 litro – denominato foglietta o fojetta
- 1/4 di litro – denominato quartino o mezza fojetta
- 1/5 di litro – denominato chierichetto o chirichetto
- 1/10 di litro – denominato sospiro o sottovoce